# Blythia
Blythia — рід змій родини полозових (Colubridae). Представники цього роду мешкають в Азії. Рід названий на честь англійського зоолога Едварда Бліта.

## Види
Рід Blythia нараховує 2 види:
- Blythia hmuifang Vogel, Lalremsanga, & Vanlalhrima, 2017
- Blythia reticulata (Blyth, 1854)